# Mavrica (revija)
Mavrica je mesečna katoliška revija, namenjena otrokom, staršem, katehetom in vzgojiteljem. Na leto izide 10 številk, prva septembra, zadnja pa junija.
Ni naprodaj v trafikah, dobi se jo po večini slovenskih cerkev, katoliških knjigarnah in naročniški prodaji.
Začetnik in prvi urednik Mavrice je bil duhovnik in prelat Jože Bertoncelj. Revija Mavrica se je začela oblikovati leta 1964. Prvič je izšla leta 1967 kot priloga za otroke v verskem listu Družina. Kot samostojna revija je izšla leta 1972. Naslov revije so izbrali otroci, saj so bili pozvani s strani uredništva, naj pošljejo svoje ideje. Mavrica je simbol barvitosti in igrivosti, otroškega, raznolikosti med ljudmi, pa tudi motiv v Bibliji.
Prve izdaje revije so bile tiskane črno-belo, le naslovnica, nekaj zgodb in svetopisemske zgodbe so bile tiskane barvno. Večkrat se je skozi zgodovino spremenil format revije, prvič se je po letu 1972 spremenil leta 1998, ko se je zmanjšal, nato je leta 2006 z novo urednico Melito Košir dobil današnjo obliko. Leta 1975 so iz začetnih 12 letnih izdaj revije prešli na 10 letnih izdaj revije in sicer v skladu s šolskim letom.
Med prvimi ilustratorji so bili Tone Kralj, Savo Sovre, Izidor Mole in Janko Testen.

### Dela
Poleg znanih je bilo tudi veliko novih literarnih del:
- zgodbe ob slikah (Fanika na drevesu, Deček iz pragozda, Družina pod mostom, Deček iz gora, Leteči Blisk, Dobri razbojnik, Nadležna napaka)
- povesti (Čudovite dogodivščine vajenca Hlapica)
- legende (O pajku križavcu, O sneženem možu, Drevo življenja, Frančišek in volk)
- zgodbe (Tobi, Robi in Letovopipip, Tomaž v škripcih, Zvonarčki, Stolpnica zgodb, Skrivnostna dolina)

Pojavljali so se stripi: Črna Suknja, Velikanove drobtinice, Mala Jata, Klic nevidnega, Misijonarka z žlahtnim srcem, Lavra in njena skrivnost.

### Rubrike
Leta 1996 se je v Mavrici prvič pojavil slikopis, ta je sicer v prilogi za najmlajše. V reviji so bili objavljeni članki iz različnih področji, nekatere rubrike so se ohranile vse do danes, spremenil se je le naslov rubrike. Tako so v Mavrici članki iz področja glasbe, geografije (Pogled v svet), biologije (opisi živali, rastlin, Botanik Feliks), zgodovine (pomembne zgodovinske osebnosti), vsakdanjega življenja (bogoslužje, mavriče igre, bonton, osebna higiena, skrb zase…), umetnosti in športa.
Rubrika Urednikov nabiralnik, danes pod naslovom Mavrični most, vsebuje dela mladih bralcev, predvsem slike, krajše pesmice in molitvice. Sta še rubriki Za spretne roke, danes poznana kot Naredi sam, in Za bistre glave, danes poznana pod naslovom Nagradna križanka (v preteklosti so bile v njej objavljene različne šale, sudokuji in druge miselne igrice).

## Ustvarjalci

### Avtorji literarnih, polliterarnih in neliterarnih besedil v Mavrici
Nataša Konc Lorenzutti, Mateja Gomboc, Marija Krebelj, s. Anka Kogelnik, Karel Gržan, Berta Golob, Polona Škrinjar, Gregor Čušin, Mira Dobravec, Bogdan Novak, Mateja Feltrin Novljan, Andrej Praznik, Dragica Šteh, Nelda Štok-Vojska, Barbara Mihelič

### Ilustratorji v Mavrici
Peter Škerl, Ana Zavadlav, Jelka Reichman, David Ličen, Ana Košir,  Ana Razpotnik Donati, Mojca Sekulič Fo, Karmen Smodiš, Suzana Bricelj, Polona Lovšin, Andreja Peklar, Maja Šubic, Marjan Manček, Alenka Sottler, Marija Prelog, Paola Bertolini Grudina, Alenka Vidrgar, Mojca Cerjak, Silva Karim, Gorazd Vahen